# La collera per il soldo perduto sfogata in un Capriccio
La collera per il soldo perduto sfogata in un Capriccio (in tedesco  Die Wut über den verlorenen Groschen, ausgetobt in einer Caprice), conosciuta anche come Rondo alla ingharese quasi un capriccio in sol maggiore, Op. 129 o La rabbia per il soldino perduto è un rondò per pianoforte del compositore tedesco Ludwig van Beethoven. Questo titolo appare nel manoscritto autografo, ma non gli è stato dato da Beethoven, venendo invece attribuito al suo amico Anton Schindler.

## Musica
Nonostante il numero d’opus tardivo (Op. 129), la realizzazione di questa composizione si colloca tra il 1794 e il 1795, ma fu lasciata incompiuta da Beethoven. L'opera fu pubblicata nel 1828, dopo la morte del compositore, a cura di Anton Diabelli, che lasciò nascosto il fatto che questa era rimasta incompiuta. La durata media di questo rondò dura dai 5 ai 6 minuti; il tempo è Allegro vivace.
Una particolarità si trova nell’espressione "alla ingharese”, dato che l'aggettivo "ingharese" non esiste in italiano. Probabilmente il termine è un’unione tra l’aggettivo “zingarese” (“zingaro”) e l’aggettivo “ongarese” (“ungherese”): infatti, ai tempi di Beethoven i termini musicali alla zingarese ("alla maniera degli zingari") e all'ongarese ("all'ungherese") erano sinonimi.
Robert Schumann nel suo libro Scritti sulla musica e sui musicisti descrisse così questo rondò: “Sarebbe difficile trovare qualcosa di più vivace di questo capriccio… È la rabbia più amabile e innocua, come quella che si prova quando non si riesce a togliere una scarpa dal piede.”